# 야마나시 군축
야마나시 군축(일본어: 山梨軍縮)이란 일본 제국 가토 토모사부로 내각(加藤友三郎内閣)의 육군대신(陸軍大臣, 이하 육상) · 야마나시 한조(山梨半造)에 의해, 1922년(다이쇼 11년) 8월과 이듬해인 1923년(다이쇼 12년) 4월의 두 번에 걸쳐 행해진, 일본 육군 사상 최초의 군축이다.

## 개요
제1차 세계대전 이후 세계적으로 군축이 대세가 되어 해군력의 군축이 주요국에서 협의되었고, 워싱턴 해군 군축 조약에서 일단 합의에 성공한 형태가 되었다.
그 결과, 미국과의 충돌 가능성도 사라지고, 러시아도 1917년에 일어난 러시아 혁명의 결과, 국내의 정치적 혼란이 아직도 수습될 기미가 보이지 않는 상태가 되어, 구미 열강 가운데 일본에 직접 큰 위협을 줄 만한 나라는 당분간 보이지 않는 상황이 되었다.
그러한 상황 아래 해군이 대규모 군축에 착수하고 있는 판에, 육군으로서도 의회의 군축 요구에 전혀 귀를 기울이지 않는 것은 허용되지 않게 된다.
이렇게 해서 당시 일본 육군의 육상 · 야마나시 한조는 마침내 군비의 정리 · 축소에 착수하게 되었고 1922년 8월에 제1차 군비 정리, 다음 1923년 4월의 제2차 군비 정리 이렇게 2번에 걸치는 군축을 실시하였다.

## 제1차 군비 정리
1922년 7월, 「다이쇼 11년 군비 정비 요령」(大正十一年軍備整備要領)이 시행되어 약 60,000명의 장병, 13,000마리의 군마(약 5개 사단 상당)의 정리와, 이에 수반되는 신규 예산 약 9,000만 엔이 요구되었다. 야마나시 육상이 기도한 것은 긴축 재정에 근거한 군사비의 삭감을 통해 평시 병력의 삭감과 신병기 취득을 통한 군 장비의 근대화를 도모하는 것이었다.

### 폐지
- 3개 야포병(野砲兵) 여단 사령부
- 6개 야전 중포병(野戦重砲兵) 연대
- 1개 산포병(山砲兵) 연대
- 1개 중포병 대대

### 신설
- 2개 야전 중포병 여단 사령부
- 2개 야전 중포병 연대
- 1개 기포병 대대
- 2개 비행 대대

### 개편
- 2개 산포병 연대
- 2개 독립산포병연대
- 6개 비행대대
- 2개 전신연대

등을 편제 개정하여 명칭 변경. 또한 상기 이외의 부대, 보병 대대 4개 중대 편제를 평시 3개 중대 편제로 축소 등의 개정, 보병연대 및 기병 연대에 기관 총대를 증설했다.

## 제2차 군비 정리
1923년 3월, 야마나시 육상은 또 「다이쇼 12년 군비 정비 요령」(大正十二年軍備整備要領)을 제정해 두 번째의 정리를 실시했다.

### 폐지
- 철도재료창(鉄道材料廠)
- 근위사단 및 제4사단의 군악대
- 2개 독립수비대(独立守備隊)
- 센다이 육군 유년학교(仙台陸軍幼年学校)

### 신설
- 지치시마 요새 사령부(父島要塞司令部)
- 아마미 오시마 요새 사령부(奄美大島要塞司令部)

이들, 이른바 '야마나시 군축'은 대량의 인원을 삭감했음에도 불구하고 군대의 근대화와 경비 절약은 그렇게 철저하지 못했다. 더구나 이에 뒤따르듯 1923년 9월에 일본은 관동대지진으로 엄청난 피해를 입었고, 신식 장비의 도입은 곤란해졌다. 그 후 우가키 군축(宇垣軍縮)이 이루어지게 되었다.